# Chambira (rivier)
De Chambira is een zijrivier van de Marañón in Peru. Het bekken van de rivier is in de afgelopen eeuwen het traditionele gebied geweest van het Urarina-volk.
Die wonen er vanaf ten minste de 2e helft van de 17e eeuw. De afstand van bron tot monding is circa 300 km. Gelegen in de jungle van de Amazone in Peru, ook bekend als de Selva, is deze rivier een tropische waterweg met verschillende toepassingen. Er is een grote diversiteit aan planten en dieren wat een uniek ecosysteem langs de rivier vormt. De naam is afgeleid van de Chambira palm of Astrocaryum chambira. Tot voor kort was het gebied nog niet goed in kaart gebracht, noch door het Spaanse Rijk, noch door Peru. Pas in de jaren 1970 toen in het gebied aardolie (koolwaterstoffen) werd ontdekt werd de regio nauwkeuriger in kaart gebracht.

## Ecosysteem
De Chambirapalm geeft vruchten die door mens en dier worden gegeten. De nerven van de bladeren kunnen als touw worden gebruikt.  In het tropische klimaat groeien verder bananen en een veelheid aan andere vruchten. De rivier telt veel soorten vis (o.a. sidderaal), schildpadden en kaaimannen. Het geheel is een voedselketen waar ook het land van profiteert. Landdieren die vis eten bemesten de bodem waarvan de planten beter groeien.

## Menselijke interactie
De inheemse Urarina zijn sterk afhankelijk van de rivier. Bij hun landbouwmethoden maken ze er gebruik van. Naast zwerflandbouw worden gewassen geteeld op open plekken langs de rivier. Als in de droge tijd het waterpeil zakt, komt vruchtbare slik vrij, waarop doorgaans vrij korte tijd monocultuur wordt toegepast. De rivier wordt ook gebruikt als transportsysteem middels kano's. De zijrivieren staan via de Marañón met elkaar in verbinding zodat vervoer van groente en fruit naar markten of andere stammen goed mogelijk is. Ook grotere ondernemingen gebruiken de rivier voor transport van met name olie uit een aantal olievelden in het Selva-oliegebied.

## Effecten van vervuiling
Sinds de jaren 1970 zijn Occidental Petroleum en Pluspetrol in het regenwoud olie aan het winnen en transporteren dit via de rivieren. Regelmatig is daarbij vervuiling opgetreden door lekkages of andere incidenten. Hoewel er methoden zijn om het water te reinigen, zorgt het aantal incidenten toch voor een opbouw van zware metalen en vergiften in de Chambira. Verspilde olie die terechtkomt in een deel van het woud dat semi-permanent onder water staat, is moeilijk verwijderbaar en een gevaar voor vissen die daar kuit schieten. Jagen en vissen zijn voor de inheemsen belangrijker dan landbouw zodat ze ook schade lijden.